# Dinarco
Dinarco (Δείναρχος, Corinto, ca. 361 a. C. - ca. 291 a. C.) fue el último de los diez oradores áticos, hijo de Sóstrato (o, según la enciclopedia bizantina Suda, de Sócrates). En lo concerniente a los aspectos generales de su vida, dependemos de la obra de Dionisio de Halicarnaso: Sobre Dinarco, cap. 2, 3 y 9. Dinarco nació en Corinto, pero se marchó a Atenas para estudiar retórica con Teofrasto. 
A partir de 336/365 trabajó siempre con mucho éxito como logógrafo—un escritor de discursos para los tribunales. Al ser extranjero residente en Atenas (meteco), no pudo desarrollar una carrera política ni tampoco le estuvo permitido hablar directamente en los tribunales.
Tras la Guerra Lamiaca y con los grandes oradores de la época, Demóstenes e Hipérides, ya fallecidos, Dinarco se quedó solo y ejerció la supremacía en esa actividad tan lucrativa.

Durante el gobierno de su amigo y protector Demetrio de Falero, alcanzó su máximo encumbramiento y los años 317-317 fueron los más prósperos de su vida. En la caída de Demetrio Faléreo en (307/306) y la restauración de la democracia por Demetrio Poliorcetes, Dinarco, sospechoso por su riqueza y quizá aún más por su amistad con "los que abolieron la democracia" (FGrH, 328 F 66), fue condenado a muerte y tuvo que exiliarse a Calcis en Eubea. 
Dionisio conocía 87 de los discursos atribuidos a Dinarco y de 60 de ellos confirmó su autoría. Sólo poseemos tres considerados auténticos por los especialistas: Contra Demóstenes, Contra Aristogitón, y Contra Filocles, todos ellos relacionados con las investigaciones de la desaparición del dinero depositado en Atenas para Hárpalo en (324/323 a. C.) por el Areópago, el cual después de consultar, informó que nueve hombres habían recibido sobornos de Hárpalo, (el tesorero fugitivo de Alejandro), y designó fiscales para el caso. Dinarco escribió para uno o más de los fiscales los tres discursos antedichos.
Tres discursos incluidos en la lista de Dionisio de Halicarnaso se encuentran en el corpus de Demóstenes (Orationes 45, 46 y 58), pero los especialistas no creen que puedan atribuirse a Dinarco.
Las simpatías de Dinarco fueron en favor de una oligarquía ateniense bajo control macedonio; pero ello podría recordar que él no era ciudadano ateniense.

Esquines y Démades no lo tuvieron como excusa.

En el asunto de Hárpalo, Demóstenes era sin duda inocente, y, probablemente, fue otro de los acusados. Sin embargo, Hipérides, el más ardiente patriota, estuvo del mismo lado que Dinarco.
Bajo la regencia de su viejo maestro, Demetrio de Falero, Dinarco ejerció gran influencia política. Dinarco señala el declive de la oratoria ática. Demostró ser poco original excepto en una cierta habilidad para el uso de metáforas nueva. Imitó a sus precedesores, sobre todo a Demóstenes (Hermógenes, Id.ii.11 lo llama krítinos Dēmosthénēs, "un Demóstenes de bagatela"), pero no desarrolló un estilo propio.
Conocía la técnica de la composición en prosa y dominaba todos los trucos del oficio de orador.
Fue competente hasta cierto punto, pero su obra es descuidada y falta de gusto.

El orden de sus discursos resulta incoherente. Sus frases son largas y sin forma, de algunas figuras retóricas, e.g. epanalepsis y asíndeton, hace un uso desmesurado, y su invectiva es tan sumamente exagerada que pierde todo su significado.
Sobre el 292, gracias a las negociaciones de su amigo Teofrasto, pudo regresar a Atenas. Ya prácticamente ciego, se quedó a vivir en casa de su amigo Próxeno, a quien al poco tiempo denunció para recuperar un dinero que se le había extraviado en la casa, la única vez que Dinarco estuvo en los tribunales. Éste es el último dato de su vida que conocemos.

Dinarco murió en Atenas hacia el 291.